# 下鹽津神社
下鹽津神社（しもしおつじんじゃ）は、滋賀県長浜市西浅井町に鎮座する神社である。

## 祭神
- 塩土老翁神
- 伊邪那岐命
- 伊邪那美命

## 神紋
- 五七桐

## 歴史
創祀年代は不詳であるが、式内社論社である。元は塩土老翁神のみを祭神としていたが、昌泰2年に伊邪那岐・伊邪那美の二神を紀伊国熊野より勧請したという。明治9年に村社に列した。

## 祭り
- 例祭 - 8月17日

## 境内社
- 神明神社
- 白山神社